# Лочери
Лочери (итал. Loceri) — коммуна в Италии, располагается в регионе Сардиния, в провинции Нуоро.
Население составляет 1295 человек (2019), плотность населения составляет 66,86 чел./км². Занимает площадь 19,37 км². Почтовый индекс — 8040. Телефонный код — 0782.
Покровителем коммуны почитается святой апостол Пётр, празднование 29 июня.

## Демография
Динамика населения:

## Администрация коммуны
- Официальный сайт:

## Примечание
1. ↑  Statistiche demografiche ISTAT. demo.istat.it. Дата обращения: 23 ноября 2019. Архивировано из оригинала 24 июля 2019 года.
2. ↑  Locèri